# Crisi política a l'Equador del 2010
La crisi política a l'Equador de 2010 va ser un esdeveniment ocorregut el 30 de setembre de 2010, pel qual sectors de les forces policials de l'Equador van convocar una vaga per a oposar-se a una llei que regulava retallades a beneficis econòmics en el sector públic, entre els quals s'incloïen els beneficis laborals de les forces policials. Aquests fets han estat catalogats com colp d'estat pel president Rafael Correa, qui va declarar l'estat d'excepció i un cèrcol informatiu des de l'hospital, al que va ser dut després de ser atacat amb bombes lacrimògenes per la policia. La comunitat internacional també ha qualificat el fet com intent de cop d'estat. La Policia Nacional ha negat en reiterades ocasions que la seua intenció siga desconèixer al règim.

## Desenvolupament
Les protestes van començar en el matí de 29 de setembre, després de l'aprovació de la Llei Servei Públic, que retalla les despeses de la força policial destinats a premis, i van continuar amb la presa de la Caserna General de Quito i l'Aeroport Internacional Mariscal Sucre. La protestes es van estendre a diverses ciutats de l'Equador.

### Discurs de Correa i refugi en hospital
Aproximadament a les 11:00 AM (UTC-5) el president de la República, Rafael Correa es va acostar al lloc en el qual es trobaven produint-se les protestes, que es portaven a terme en el Regiment No. 1 de la Policia Nacional de la ciutat de Quito, on després d'un discurs que donara el President es van llançar gasos lacrimògens que afectaren al President, raó per la qual els agents de policia, després de posar-li una màscara anti-gas, dugueren al President a l'Hospital de Policia Nacional, on se li retindria cercant una negociació a la Llei en esment.

### Estat d'excepció i cadena nacional del govern
Davant els fets el president va declarar estat d'excepció pel qual van quedar anul·lades les garanties constitucionals dels ciutadans, i establint el control del país a les mans de les Forces Armades de l'Equador sota ordres del president Correa, pel lapse d'una setmana. Aquest decret li va permetre al govern crear un cèrcol informatiu des de les 13h00 fins a les 20h00, que va ordenar als mitjans de comunicació privats, tant ràdios com cadenes de televisió, a unir-se en cadena nacional "ininterrompuda i indefinida" al senyal del canal de l'estat ECTV, sota advertiment de les Forces Armades de tallar les transmissions en cas de no acatar la disposició. El senyal únic que van emetre els mitjos equatorians contenia pronunciaments oficials en suport al govern de Rafael Correa, i va anar durant aquest lapse que el canal públic va transmetre la versió del govern que la vaga policial era realment un intent d'enderrocar al president. Així també durant la cadena no va haver cobertura del que ocorria en els carrers.

### Rescat del president Correa
L'esdeveniment acabaria després d'una intervenció armada per part de l'Exèrcit Equatorià, qui després d'una pluja de bales, van rescatar al President de l'Hospital de la Policia Nacional. La intervenció militar, fins a aquesta hora, deixaria com saldo a aproximadament cinc policies caiguts. A les 20:39 hores del 30 de setembre temps de Quito el president va ser rescatat i presentat de nou en el Palau de Carondelet. Va enviar un missatge a televisió nacional i internacional, un discurs en acusació del fet.

### Acusacions de Rafael Correa contra Lucio Gutiérrez
El president Rafael Correa va acusar l'expresident equatorià Lucio Gutiérrez d'estar darrere del "intent de cop" perquè segons els policies de la vaga cridaven que qui els havia apujat el sou havia estat Gutierrez i no ell. Gutiérrez, des de Brasil, va rebutjar les afirmacions de Correa i ho va acusar de voler tapar escàndols polítics en la seua contra com les afirmacions del llavors cap de les FARC, alies Mono Jojoy, els contractes per 600 milions de dòlars celebrats pel germà del president amb entitats de l'estat.